# B研
b研（びーけん、baseよしもと商品開発研究所）は、baseよしもとがローソンとの共同企画で関西限定で発売した、「アホうま商品」と称する、base芸人企画の商品である。2002年10月29日 - 2003年7月27日まで限定で販売された。

## 研究チーム・商品
- アメ研究所（ビッキーズ）
  - ビキっとビキビキビキキャンデー 198円 - 各コンビのマークが入ったクリップ付き（全18種類）
  - ビキっとビキビキハッピーキャンディー 198円 - 各コンビのマークが入ったクリップ付き（全18種類）
  - ビキっとビキビキ恋をしそうなソーダキャンディー 198円 - 各コンビがレゴになったキャラクターの消しゴム付き（全18種類）
- ドリンク研究所（FUJIWARA、チュートリアル、土肥ポン太、後藤秀樹）
  - 緑茶 じゃぽん茶 140円
  - とうもろこしドリンク コーン茶 130円
  - フリフリアロエ ヨーグルトゼリー 150円
- ベーカリー研究所（陣内智則、サバンナ、ロザン）
  - 夢のソース二度づけコロッケパン 120円
  - 夢のおでん一番仕込みタマゴパン 120円
  - 夢のもち入りドーナツまるごとぜんざい 120円
  - 夢の極太クランチチョコバーカフェチョコパン 120円
  - 夢の和風チキンパンつくねマヨ 120円
  - 夢の最強ダッグチキンカツカレーパン 140円
  - 夢の甘辛コンビ初舞台パン コロッケで〜す！ アップルで〜す！ 120円
- チョコ研究所（シャンプーハット、フットボールアワー、ランディーズ）
  - ボケボケモンスター 70円 - baseメンバーがモデルになったモンスターのシール付き（全96種類 イラスト・シャンプーハット小出水）
  - 新ボケボケモンスター 70円 - ニューバージョンシール付き
  - 氷チョコ・いちご 70円
- スナック研究所（$10、ブラックマヨネーズ、キングコング）
  - 豆スナック 山本っさん 138円
  - baseプロ芸人チップス 70円 - プロ芸人カード付き（全70種類）
  - baseプロ芸人チップス ブラマヨ味 70円 - プロ芸人カード付き（全87種類）
- おにぎり研究所（バッファロー吾郎、野性爆弾、ザ・プラン9、ケンドーコバヤシ）
  - のり弁おにぎり・俺達の絆 130円
  - じゃこ飯鮭醤油マヨ・俺達の輝 130円
  - にしん昆布巻き・俺達の魂 130円
  - お好み焼きおにぎり・俺達の嵐 130円
  - 梅まぜごはんオカカおにぎり・俺達の閃 130円
  - 豚しょうが焼きおにぎり・俺達の拳 130円
  - シーチキンと昆布の混ぜ込みご飯・俺達の轟 130円
- デザート研究所
  - 果実ぎっしり マンゴーパフェゼリー 120円
- 麺研究所（Bフライデースペシャル 陣内・ケンコバ45ラジオ企画）
  - 4545うどん 130円
- その他
  - b研 研究発表袋（第一弾の商品詰め合わせ）1200円
  - b研オリジナルTシャツ（5種類、6タイプ、特製b研ハンドバッグ付き）

## ベロマーク
全ての商品に「ベロマーク」と言う点数が付いており集めて応募すると下記の商品が抽選でプレゼントされた
- A賞 baseよしもとタレント写真データ入りデジタルカメラ 応募点数30点
- B賞 7/27WTCライブ(base SUMMER SMILE)ペアでご招待 応募点数10点
- C賞 ローソンオリジナルbaseよしもとQUOカード 応募点数5点